# 隠者

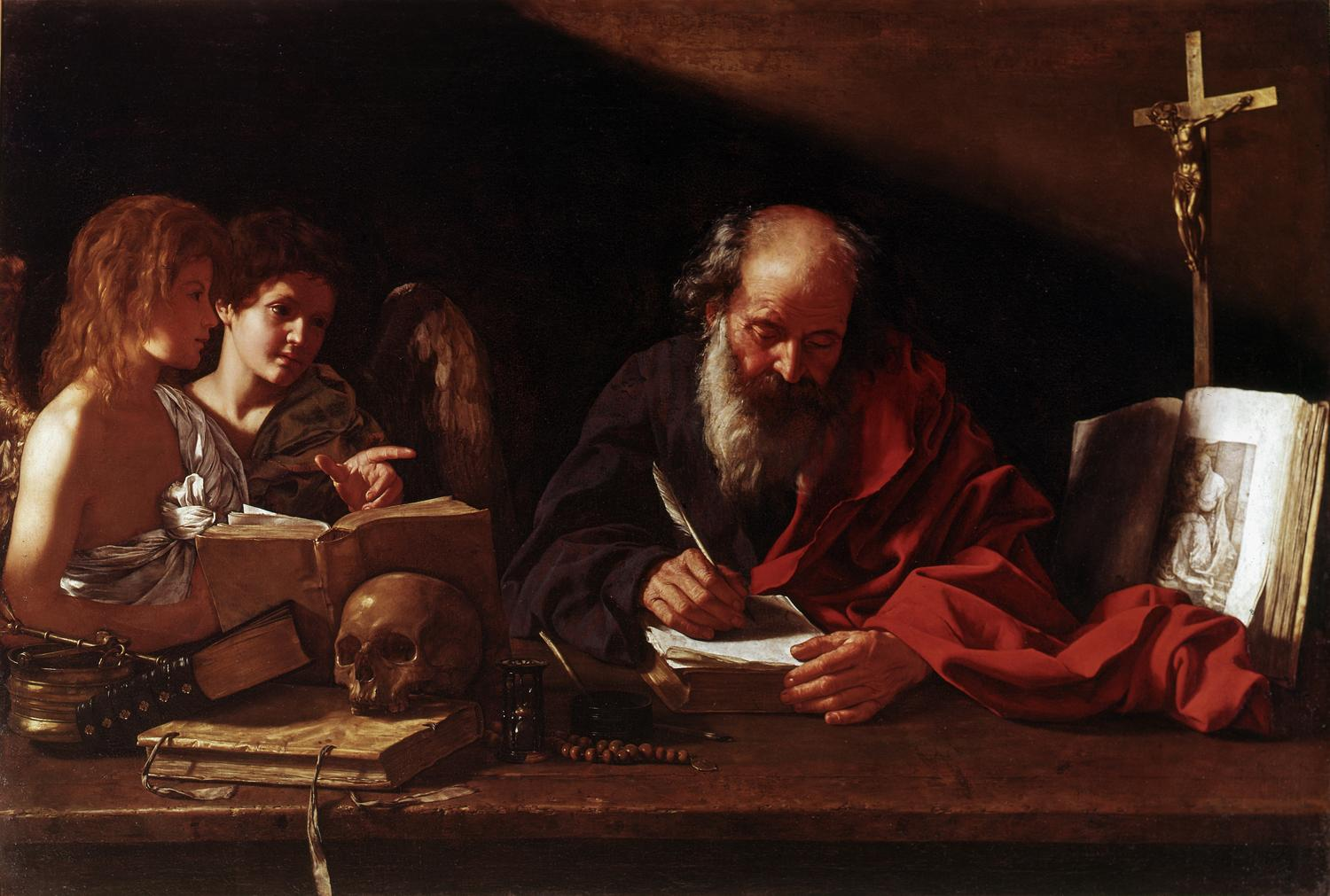
ヒエロニムスはベツレヘム周辺で隠者として生涯を送った。研究を続ける彼を二人の天使が訪ねてきた図。バルトロメオ・カヴァロッツィ、17世紀初期

隠者（いんじゃ）とは、一般社会との関係を絶ち（隠遁）、生活する人のこと。特にキリスト教や仏教など多くの宗教の宗教者、または宗教的背景をもった隠者が多数知られる。
キリスト教では、この言葉は宗教的信念、特に旧約聖書(つまり、40年間シンの荒野を放浪して心境が変化したくだり(民数記第13章))に影響された砂漠の神学から隠遁生活を送った人々に使われる。
伝統的にキリスト教では隠遁生活は修道生活の先駆けとみなされている。聖ベネディクトの戒律の1は4種類の修道僧の中に隠者を数えている。カトリック修道会の隠者に加えて、カトリック教会の宗教法（カノン603）では当該管区の司教の指示に従って隠者が奉献生活を送ることを認めている。同じことが米国聖公会を含む多くの聖公会でも認められている。聖公会のカノン法では自分の管区の司教に従い、司教の要求する準備計画に耐える者は生涯独身であることを誓う。彼らは隠者というよりむしろ独居者と言われる。めいめいの隠者が自分の管区の司教よりもむしろ別の司教を選んで付加的な心のよりどころとして、さらに必要ならば仲介人とする。
宗教的な文学でも世俗の文学でもしばしば「隠者」という言葉が人間不信者を含めて孤独な生活を送っているものをゆるく指して使われている。
近代の口語的な用法では、「隠者 (hermit)」という言葉は一般社会から離れた生活を送っているもの（世捨て人）や、社会的行事に参加していないものを指して使われる。

## 西洋の「隠者」の語源
英語「hermit」、フランス語「Ermite」、ドイツ語「Eremit」、スペイン語「Ermitaño」、ポルトガル語「Eremita」、イタリア語「Eremita」、ポーランド語「Eremita」などといったヨーロッパの隠者を表す言葉はラテン語「ĕrēmīta」に由来するがこれはギリシア語「ἐρημίτης」(砂漠の)のラテン語形である。さらにἐρημίτηςは「砂漠」、「人里離れた」、「そして砂漠に住むもの」を表すἔρημοςの派生語である。 

## キリスト教
古代にしろ現代にしろ、キリスト教徒の隠者生活は旧約聖書の砂漠の神学に根差している。したがってそれは生の全てを神への賛美と愛に捧げることであり、さらには祈りや懺悔を通じて、全人類への奉仕に捧げることである。隠者の使命を正しく理解する上で後者の点を見逃してはならない。というのもユダヤ・キリスト教の伝統では神は人間（個々人）を互いに関係しあうものとして創造している。ということは孤独そのものはキリスト教徒の最終的な使命とはなりえない。孤独は特定の精神的目的を達成するためのお膳立てにすぎないのであり、この意味において人間一般の使命にかなうのである。

### 歴史

#### 伝統
キリスト教では伝統的にエジプトにあらわれた最初の隠者はテーベのパウロ（3世紀）とされ、したがって「初代隠者聖パウロ」と呼ばれる。彼の弟子エジプトのアントニオス（4世紀）はしばしば大アントニオスとも呼ばれ、おそらくかれの友人アレクサンドリアのアタナシオスによる伝記に書かれたごく初期のキリスト教隠者の中で最も有名である。エジプトの隠者主義に先行してシリアの独居生活者、いわゆる「聖約の子」(アラム語:bar qəyāmā)がいて、キリスト教徒として特別な訓練法を行った。中世にはカルメル会に所属する隠者が自分たちの起源はエリヤが始めたユダヤ人の隠者たちにさかのぼると主張した。
かつてのキリスト教徒の隠者は多くの場合「隠者の庵」と呼ばれる隔絶した小部屋に住んだ。庵は砂漠や森の中にあり、自然の洞窟であったり、人工の建物であったりした。精神的な助言や答申を得るため、彼らを訪ねてくるものは多かった。隠者たちの何人かはあまりに多くの弟子をとったために、物質的な意味では孤独ではなくなってしまった。
初期のキリスト教の砂漠の師父たちは籠を織ってパンと交換した。中世の隠者は町の中や街の周囲にもおり、おそらく門番や渡し守をして生計を立てた。
西方では中世から近代にかけて隠者的な修道生活も修道会の文脈で行われた。例えばカトリック教会ではカルトジオ会やカマドレーゼ会が修道院を庵の集まりとして整え、そこで修道僧が孤独に祈りや仕事をして過ごすようにして、共同で行う典礼は比較的簡単にのみ行ってあとは食事やレクリエーションを行う場合のみ時々集まるようにした。シトー会、厳律シトー会、カルメル会は性質上本質的に共同社会的であり、その会員は修道院での生活を何年も続けると隠遁生活への呼び声を感じて修道院の敷地内にある庵としての小屋に移動した。これは男女とも同じであった。他の形の修道生活の代わりとしての職業を選んだ隠者も多くいた。11世紀には、隠者の生活は救いへの合法で独立した脇道として認知された。11・12世紀の多くの隠者は聖者とみなされるようになった。

#### 世捨て人
初期の文献から現代にいたるまで、「世捨て人(英:anchorite)」という言葉はしばしば隠者(英:hermit)の類義語として使われる。だが世捨て人の生活は、隠者の生活と似てはいるが、それから区別できる。中世において世捨て人は一般的な職業であった。世捨て人・女世捨て人たちはたいてい教会に対して建てられた小さなあばら家あるいは独居房である「錨効き」(あるいは「停泊」)で孤独に宗教的な生活を送った。停泊の扉は世捨て人が入居してから地区の司教が計画する特別な式典において煉瓦でおおわれることが多かった。世捨て人をミサを聞くことによって典礼に参加させるため、そして聖餐に与らせるために聖壇の近くに小さな窓を備えている教会が中世には存在した。もう一つの窓が通りか共同墓地に続いており、慈悲深い隣人が食料その他の生活必需品を届けてくれた。世捨て人の助言を求める客もその窓を使って彼・彼女に相談した。今日では独特な形式の職業としての世捨て人はほとんど聞かれない。

### 今日の生活

#### カトリック教会
今日のカトリック教会は以下のどちらかの生き方をするよう隠者に呼びかけている:
- (a)(ベネディクト会、シトー会、厳律シトー会のような)修道会に所属しているか、(b)(カルトジオ会、カマドレーゼ会のような)修道会の支持を隠者として受けている　隠者として、しかし、どちらの場合も上位の宗教的権威に従っている
- (カノン603)地域の司教の教会法の下で奉献隠者として

##### 修道会のメンバー

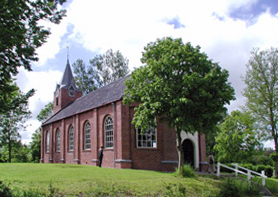
Church of the hermitage "Our Lady the Garden Enclosed" in Warfhuizen, Netherlands

今日のカトリック教会では奉献生活の会がその会員で神に呼ばれたと感じて共同体での生活から隠遁生活に移るものの規則を定め、彼らの修道院長にそうするのを許可している。教会法の法典(1983年)には彼らに対する規定は特にない。彼らは規則の上では奉献生活の会の会員であり、それゆえに修道院長の管理下にある。
上述のように、カルトジオ会とカマドレーゼ会の修道士・修道女は修道院の文脈で本質的に隠者的なめいめいの生活の仕方をしている。つまり、こういった修道会の修道院は実際のところ個人ごとに持っている庵の集合体であり、修道士・修道女はそのめいめいの庵でほとんどの時間を一人ですごし、毎日の、そして毎週の祈りの時間にだけ集まるのである。
これも上述のことであるが、特に厳律シトー会のような、本質的に修道院的な修道会は、めいめいの修道士・修道女に、彼らがコミュニティーのなかでしかるべき習熟度に達したら修道院長・女修道院長の監督下で修道院の敷地内で隠遁生活を追求させる伝統を強調する。トマス・マートンはこうした生き方をとるトラピストの一人であった。

##### カノン法603条
最も初期の隠修ないし隠遁生活は修道会のメンバーとしてのそれに先立つものであった、というのも修道院や修道会は修道生活のの歴史の中でも後になって発展してきたものだからである。今日では最初に修道院で生活することなしに隠遁生活、つまり人里離れた奥地で暮らすか街中でも俗界から厳しく隔離された環境で暮らす生活を自分の天職と感じる敬虔なクリスチャンが増えている。隠者の職業は旧約聖書の砂漠の神学(つまり、心境の変化をもたらすことになる40日間の放浪)であることを念頭に置きつつ、都市の隠者にとっての砂漠とは心の中に存在する砂漠であり、神の場で身一つで生きていくケノーシスを通じて清められていると言われる。
奉献生活の会の会員ではないが隠修ないし隠遁生活への呼びかけを感じるがそれにもかかわらずある種の奉献生活をカトリック教会に認知してもらいたい男女に備えるため、カノン法(1983年)に奉献生活に関する条項(第603条)が設けられた:

(1) 教会は奉献生活の会のほかに, 隠修ないし隠遁生活を認める。それによってキリスト信者はこの世からのいっそう厳しい離脱, 孤独の沈黙, 絶え間ない祈りおよび償いを通じて, 自己の生涯を神の賛美と世の救いのために捧げる。
(2) 隠修者が, 奉献生活において神に捧げられたものとして法的に認められるのは, 三つの福音的勧告を請願又は他の聖なる絆によって確かなものとし, 教区司教の掌中において公に表明し, 同司教の指導のもとに固有の生活の仕方を順守する場合である。

つまりカノン法603条(2)は何らかの隠遁生活への呼びかけを感じた人が「他の種類の奉献生活」を送っているとカトリック教会に認められるための要件を規定している。彼らは大抵「隠修者」と呼ばれている。 
カノン法603条の規定は他の多くの一人で生活して自身を神の愛への熱烈な祈りに捧げているカトリック信者には適用されない。しかし神の呼びかけを感じて自分の祈りに捧げられた孤独な生活を奉献生活に入ることでカトリック教会から認めてもらおうとする人には適用され得る。
1992年10月11日に出されたカトリック教会のカテキズム(§§918-921)では隠遁生活について次のように言及している。

教会史のごく初期から、全く自由にキリストについて行くことを述べ、誓願を実践することで彼をより強く模倣しようとした。彼らはそれぞれ自分のやり方で神にささげられた生活を送った。その多くは聖霊に導かれ、隠者になるか既存の信仰の家族の一員になった。彼らを教会はその徳と権威によって快く受け入れ承認した。
司教は常に聖霊から教会に贈られた奉献生活の贈物を認めようとするであろう;新しい形の奉献生活の承認は使徒座によって確保されている。(Footnote: Cf. CIC, can. 605).
隠遁生活
常に三つの誓願を公に告白することなしに、隠者は「生涯をより厳密な世界の分割を通じた世界の救済と神をたたえること、そして静寂な孤独と勤勉な祈り・懺悔に捧げる。」(Footnote: CIC, can. 603 §1)
彼らは教会の神秘の内面、つまり、キリストとの個人的関係を皆に宣言する。人の目から逃れ、隠者の生涯は、単に隠者にとって主が全てであるからこそ隠者が生涯をささげたところの主に関する沈黙の説教である。ここに砂漠での、深い精神的な戦いの中での十字架に張り付けられた人の光輝を見出す特別な呼びかけがある。

隠修ないし隠遁生活に関するカトリック教会の規定(カノン法603条を参照)には慈悲を求めての身体的努力、つまり慈善活動が含まれていない。しかし、隠修者は皆、一般のクリスチャンと同様に、慈善活動の規則に縛られており、それゆえに特に慈善活動を行う必要がある際には自分の状況が許す限りで寛大にその必要に答える。ただし、隠修者は、やはり一般のクリスチャンと同様に、勤労の規則に縛られてもいて、そのため自分で自分の生計をまかなう必要があるので、キリスト教の教えに従わない限りいかなる手段を使ってでも自分で生計を立てないといけない。そのため、彼らは自分の司教にこれが自分に彼らがそのもとで礼式を整えるカノン法603条と矛盾しないで隠者という職業の義務を観察させないことはないと確信させるとすれば、介護分野において(自分に)仕えることは隠修者にとって適した職業選択ということになる。
カノン法603条には隠者の協会に関する条項がないが、そういう協会は存在する(例えば、ニュージャージー州チェスターには「ベツレヘムの隠者」、アメリカ合衆国では「聖ブルーノの隠者」といった団体が存在する。ラヴラ(en:vra)、スケーテ(en:skete)も参照)。

##### 非奉献生活
よく祈る孤独な生活をして神に身をささげようという呼び声を感じたカトリック信徒必ずしもそれを何らかの形の奉献生活への呼び声だと認識するわけではない。その例として、東方典礼カトリックで、隠者生活の一形態として西方にも似たような形式のものがあるプースティニア(en:Poustinia)がある。

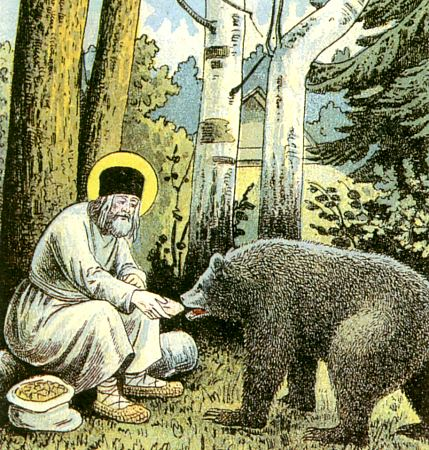
クマに食料を分け与えるサロフのセラフィム

#### 東方正教会
しかし、ロシア正教会と東方典礼カトリック教会では、隠者は祈りにのみ生きるのではなく、プースティニアという東方キリスト教の伝統的な様式に沿って自分の所属するコミュニティーに奉仕することもある。プースティニアのおかげで隠者はいつでも手が欲しい人を手伝うことになっている。
東方の教会では隠遁生活の伝統的な一つの変種としてラヴラとスケーテの中に半隠遁生活があり、例えば歴史的にエジプトの砂漠の中にあるスケテス(en:Wadi El Natrun)があり、また、様々な形の禁欲生活がアトス山のいくつかの地域で続けられている。

### 著名なキリスト教の隠者
初期・中世の教会
- 大アントニオス、4世紀、エジプト、砂漠の師父、修道院制度の祖とされる
- エジプトのマカリオス、4世紀、聖大マカリオス修道院の創設者、『聖なる説教』の著者とされる
- ヒエロニムス、4世紀、環地中海地方、教会博士、ヒエロニムス修道会の精神的な祖とされる
- アレクサンドリアのシュンクレティカ、4世紀、初期の砂漠の師母の一人、彼女の金言は砂漠の師父のそれとひとまとめにされている
- 啓蒙者グレゴリオス4世紀、アルメニアにキリスト教信仰をもたらした
- エジプトのマリア、4・5世紀、エジプトとトランスヨルダン、告解者
- 登塔者シメオン、4・5世紀、シリア、「柱頭行者」
- 砂漠のサラ、5世紀、エジプト、砂漠の師母の一人、彼女の金言は砂漠の師父の言葉に収録されている
- ヌルシアのベネディクトゥス、6世紀、イタリア、いわゆるベネディクトゥスの戒律の制定者、西方における修道院制度の創始者とされる
- 聖ガル、7世紀、スイス、ザンクト・ガレン州やザンクト・ガレンに名を残す
- ロムアルド、10・11世紀、イタリア、カマルドレーゼ修道会の創始者
- グドリド・ソルビャルナルドッティル、10・11世紀、アイスランド
- ケルンのブルーノ、11世紀、フランス、カルトジオ会の主導者
- 隠者ピエール、11世紀、フランス、民衆十字軍の指導者
- リチャード・ロル、13世紀、イングランド、宗教著述家
- ノリッジのジュリアン15世紀、イングランド、女隠者
- フアン・ディエゴ、1474年-1548年、メキシコ、グアダルーペの聖母の幻影を見た人物

近代カトリック教会
- 修道会のメンバーの隠者:
  - Maria Boulding, ベネディクト会の修道女、神秘主義著述家
  - トマス・マートン、20世紀、シトー会修道僧、神秘主義著述家
- 奉献隠者(カノン法603):
  - Sr Scholastica Egan, writer on the eremitic vocation
- Colonies, sketes, lavras of Consecrated Hermits (canon 603):
  - ベツレヘムの隠者、チェスター、NJ(現代ラヴラ)
- 奉献生活の会に所属したり奉献隠者(カノン法603)でいたりしない形でのキリスト教の忠実な隠遁生活:
  - シスター・ウェンディー・ベケット、かつてナムールのノートルダム女子修道会に所属、1970年以降奉献隠者になり、「修道的独居生活」へ; 美術史家
  - Catherine de Hueck Doherty, poustinik, foundress of the Madonna House Apostolate
  - Charles de Foucauld, 19/20th cent., formerly Trappist monk, inspired the founding of the Little Brothers of Jesus
  - ヤン・ティラノフスキ、後の教皇ヨハネ・パウロ2世であるカロル・ヴォイティワの若年期の精神的指導者

近代正教会
- ラドネジのセルギイ、14世紀
- アラスカのヘルマン、18世紀
- サロフのセラフィム、18・19世紀

近代プロテスタント教会
- オルドル・デ・ヴェイユール、現代フランスプロテスタントの隠者的な友愛会

## その他の宗教・地域

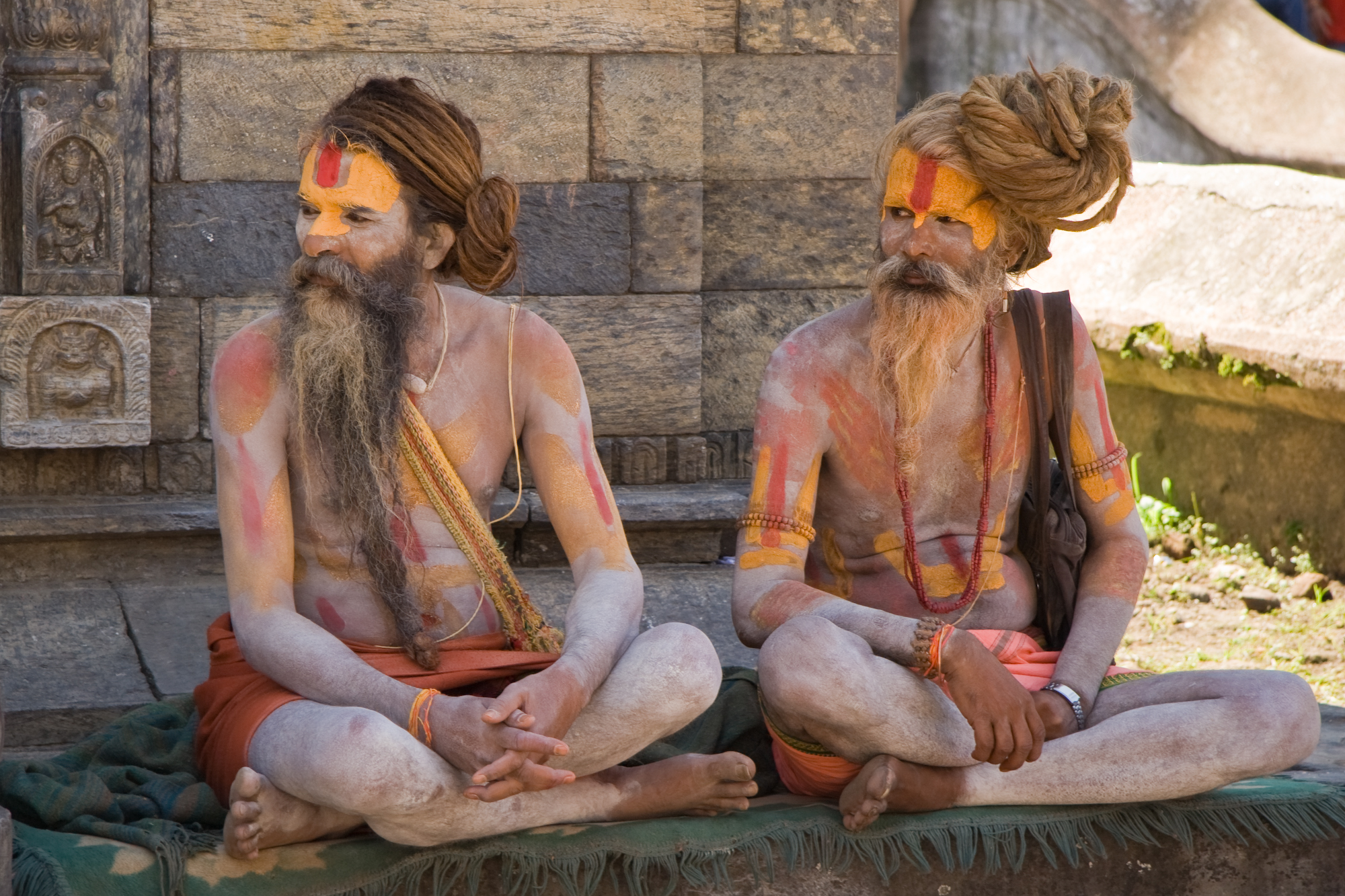
二人のサドゥー、ヒンドゥー教の隠者

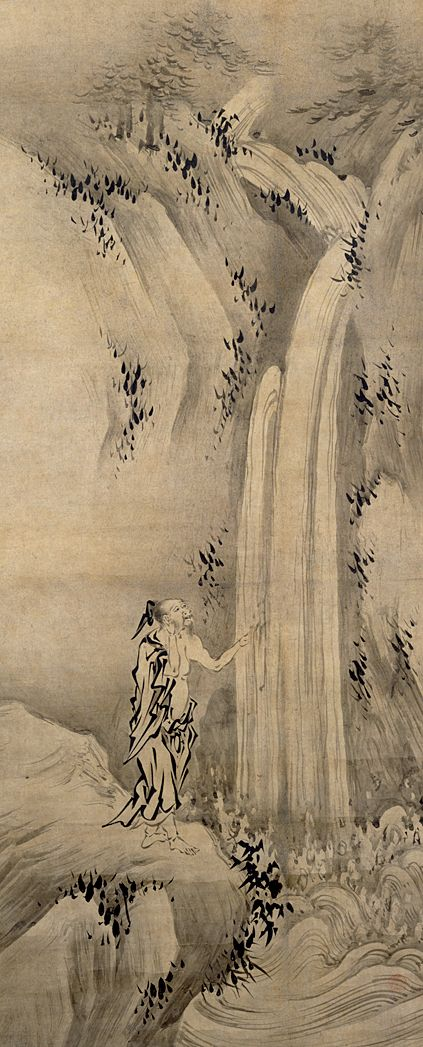
許由 - 狩野永徳『許由巣父図』

宗教の観点からは、単独生活は一種の禁欲であり、隠者は世界への関心や快楽を捨てる。これは様々な理由から行われる。例えば、神に近づくために彼らは崇敬し、輪廻から解脱することに注力する、等々。こういった実践はヒンドゥー教、仏教、スーフィズムにもみられる。道教と神仙の歴史にも禁欲主義的・隠者的な人物が古くから見られる。禁欲主義的隠遁生活では、人間社会、性、あるいは社会で一般的に受け入れられるような清潔さ・被服の基準を保つ必要性に関係する娯楽なしに、隠者は瞑想、黙想、祈りのための孤独を求める。禁欲的な基準には、単純な食事に関する規定や奉仕の手段としての労働が含まれていた。
また、中国の伝統社会において、文人は「隠逸」への強い志向を持っていた。

### 著名な隠者
- インド・東南アジア
  - ガウタマ・ブッダ、魂の覚醒のための孤独な探求をするために王族としての生活を捨て、初期には隠者となり、後には禁欲主義を排して仏教の開祖となった。
  - ウ・カンディ、ミャンマーの宗教家
- 中国
  - 許由・巣父
  - 伯夷・叔斉
  - 老子、いくつかの伝承では晩年を隠者としてすごしたという。
  - 張陵、五斗米道の開祖
  - 李意其、成都の青城山の西に住む齢三百歳を超えているという隠者。劉備の敗北と死を予見したという。
  - 虚雲、中国の禅僧
  - 寒山、仏教/道教の隠者・詩人
  - 山にこもっていた名前の伝えられていない500歳以上の隠者が李清雲に八卦掌と気功を教えた。
  - 林逋、宋代の詩人で後半生の大部分を孤独に過ごしたが、杭州の西湖の小別荘で梅の花を称賛している[11]。
  - 梁鴻（中国語版）、後漢の文人で、憂国憂民の詩「五喧之歌」を作って朝廷の怒りを買い、妻を伴い名を変え隠者となる[12][13][14]。会稽郡の豪族の使用人となったが、妻の夫への仕え方からただ者ではないと見破られ、礼遇されてその庇護のもと十数冊の書を著した[15]。妻の孟光は好道安貧（道を好み貧に安んず）な賢女として『列女伝』などにも登場し、イバラの髪飾りから妻の謙辞「荊妻」の由来ともなった[13][16][17]。

- 日本
  - 西行
  - 鴨長明
  - 卜部兼好、日本の著述家
- アメリカ
  - エミリー・ディキンソン、アメリカの詩人
  - ヘンリー・デイヴィッド・ソロー

## 創作における隠者

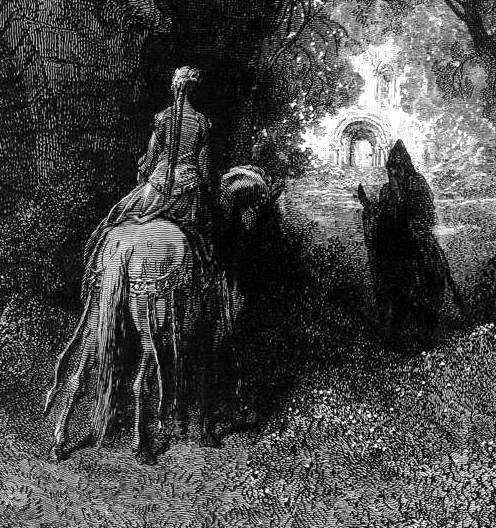
In 『狂えるオルランド』より、隠者に出会うアンジェリカ

- 中世の騎士道物語では、遍歴の騎士が冒険の中でしばしば隠者に遭遇する。隠者はしばしば年老いた賢者で、騎士に忠告を与える。特に聖杯を求めている騎士はきっと後悔する失敗から学び、出会い、あるいは夢見たものの意義をそれらによって説明する[18]。邪悪な魔法使いは時に隠者の姿をとり、自分が荒野に住んでいることを説明し、主人公に間違った防衛手段をとるよう仕向ける。エドマンド・スペンサーの『妖精の女王』では、両方の隠者の例が見られる。騎士は冒険中に善い隠者とも会うし、隠者の姿をとった魔法使いアーチメイゴーとも出会う[19]。こういった隠者は禁欲主義的理由からヴェジタリアンであることがあり、トマス・マロリーの『アーサー王の死』でもそうである。: 「そしてガウェインとエクター卿は災難(事故)が待っているかのように沈鬱な様子で出発し、急峻な山にたどり着くまでは馬に乗って行き、そこからは馬を繋いで徒歩で隠者の庵へ向かった。そして彼らは山道を登って行くと、粗末な家と、教会に隣接した中庭が見えてきて、そこで隠者ナシエンが草(野菜)を収穫しており、彼は長い間肉を食べずにその野菜ばかりを口にしているのであった[20]。」 菜食主義の慣習は文学の中にとどまらず実際の中世の隠者の間にも存在した。
- 隠者は御伽噺に提供者といったキャラクター類型を伴って現れることがあり、ルーマニアの御伽噺『Făt-Frumos with the Golden Hair』にみられる。
- ジョン・レンボーンはあるアルバムとアルバム・タイトル曲に『隠者』(英:The Hermit)と名付けている。そのアルバムのジャケットにはタロットのものと同様の隠者が描かれている。
- フリードリヒ・ニーチェはその影響力の強い作品『ツァラトゥストラはこう言った』の中で、隠者ツァラトゥストラ(名はゾロアスター教の予言者ザラスシュトラに因む)というキャラクターを生み出しているが、このキャラクターは隠遁の身であったのに他の人間の前で自身の哲学を称揚するために姿を現すのである。
- かつて、貴族は隠者を自分の領土内に、例えばフォリーに住まわせた。隠者は飲食物、骸骨、本、砂時計を与えられた。こういった「装飾用の」隠者の中には、使用人と話をすることなく、ラテン語の語句を繰り返すだけだった者もいた。その多くはひげを伸ばし爪を切らなかった。装飾用の隠者のいた著名な場所にはペインストーンやホークストーン・パーク（英語版）がある[21]。
- 『スター・ウォーズ』では、ベン・ケノービ(オビ=ワン•ケノービ)は視聴者に対して最初は年老いた隠者として紹介される。彼はジェダイという平和維持組織の一員であったが、政争と戦争によって仲間の殆どを失い、正体の秘匿と精神修養・修行のために隠者として生活をして主人公の成長を見守っていたことが明かされる。次作に登場するもう一人のジェダイ、ヨーダも隠者のような形で20年近く生活し、主人公の訪れを待っていた。
- 『13日の金曜日』シリーズのキャラクタージェイソン・ボーヒーズは少年時代に溺れ死んだと信じられていた。しかし、後に変わって彼は生存していて隠者としてすごしている-後に自分の母の死を目撃してからは殺意を持った怒りに入るためだけに(シリーズ第一作の設定)-ということがわかる。
- 有名な漫画・アニメ『ドラゴンボール』では、武術の達人武天老師が、シリーズを通して他の登場人物が頻繁に彼の住む島の自宅を訪れ、さらに同居する者もいるにも拘らず、しばしば亀仙人(英:Turtle Hermit)と呼ばれる。
- モンティ・パイソンは、二人の隠者が最初に「だらだらとくだらないお喋りをして人生を過ごしても無駄」ということを認めるがすぐに思い直して退廃し、普通に町で噂話が行われているのと同様に、隣人たる別の隠者や自分たちの棲み処の噂話に興じるという寸劇を行った。これは次のパンチラインで終わる: 「少なくとも人に会う方が隠者でいるよりいいね」 – 「おおそうだね、一般人と交わろう。」

### 参考
- この記事には現在パブリックドメインとなった次の出版物からの記述が含まれています。Porter, Noah [英語版], ed. (1913). “Hermit”. Webster's Dictionary (英語). Springfield, Massachusetts: C. & G. Merriam Co.
- Herbermann, Charles, ed. (1913). “Hermits” . Catholic Encyclopedia (英語). New York: Robert Appleton Company.